# Phraates IV
Phraates IV of Farhad IV  was koning van de Parthen van 38 v.Chr. tot 2 v.Chr.

## Leven

### Aanstelling tot troonopvolger
Als oudste nog levende zoon van Orodes II werd hij in 38 v.Chr., na de dood van zijn broer Pacorus I, aangewezen als troonopvolger. Kort daarop vermoordde hij zijn vader en al zijn dertig broers.

### Regering
Blijkbaar viel hij ook uit tegen de Parthische edelen (zo gaat tenminste de versie van de anti-Parthische Romeinse geschiedschrijving), waarvan een zekere Monaeses naar het Romeinse Rijk vluchtte en daar Marcus Antonius overhaalde, een veldtocht tegen de Parthen te ondernemen.
Marcus Antonius bereidde zich inderdaad voor op een veldtocht en dwong de Armeense koning Artavasdes tot een alliantie met de Romeinen. In 36 v.Chr. ving hij zijn veldtocht aan met twee legioenen. De veldtocht eindigde echter in een ramp, doordat Phraates de bekwame generaal Monaeses terug aan zijn kant had gekregen. 10.000 soldaten werden gedood of in gevangenschap weggevoerd. De Armeense heerser verklaarde zich onafhankelijk van de Romeinen. Antonius, die bovendien meende dat hij was verraden door Artavasdes, viel diens koninkrijk binnen in 34 v.Chr., nam hem gevangen en sloot een verdrag met een andere Artavasdes, koning van Atropatene. Maar toen de burgeroorlog met Octavianus losbarstte, slaagde hij er niet in zijn veroveringen te behouden. Phraates heroverde Atropatene en zette Artaxias, de zoon van Artavasdes, op de troon van Armenia.
Kort daarop had Phraates IV, door zijn wreedheid tegenover zijn onderdanen, met interne problemen te kampen. Tiridates II revolteerde rond 32 v.Chr. tegen Phraates IV, die zich aanvankelijk in het noorden van zijn rijk moest terugtrekken, maar dan met steun van de Scythen Tiridates II met een tegenaanval naar Syrië kon verdrijven. Tiridates II was er echter in geslaagd een zoon van Phraates IV als gijzelaar te nemen, die hij uitleverde aan de Romeinen. In 26 v.Chr. keerde Tiridates II weer terug en heroverde kortstondig delen van Mesopotamië, maar werd in 25 v.Chr. definitief uit Parthië verdreven.
De Romeinen hoopten intussen dat Octavianus, inmiddels Augustus geheten, de nederlagen van Marcus Licinius Crassus Dives en Marcus Antonius zou wreken, maar deze stelde zich in 20 v.Chr. tevreden met een verdrag waarin hij de door de Romeinen gevangen gehouden zoon van Phraates IV uitleverde in ruil voor de veldtekens, die Phraates IV en zijn vader Orodes II hadden buitgemaakt op Crassus en Antonius (afgebeeld op de borstplaat van de zogenaamde Augustus van Prima Porta). Daarnaast werden door het verdrag ook veel Romeinse krijgsgevangen uitgeleverd, de Eufraat als grens tussen de beide rijken vastgelegd en het koninkrijk Armenië door Parthië erkend als cliënteelstaat van Rome. Bij deze uitwisseling schonk Augustus hem ook een slavin, genaamd Musa (Thermusa), die hij later tot zijn echtgenote zou maken en na de geboorte van hun zoon zelfs de naam Thea Urania Musa (Hemelse Godin Musa) zou geven.

### Musa's invloed op Phraates IV en diens dood
Musa zou een grote invloed krijgen op haar man en hem ervan kunnen overtuigen zijn oudste zonen (vier of vijf) samen met hun echtgenotes en kinderen als gijzelaars naar Rome te sturen (hieronder bevond zich Tiridates III, die de Romeinen later in 35 n.Chr. als vazalkoning trachtten te installeren). En in 10 of 9 v.Chr. leverde hij deze dan ook uit aan Marcus Titius, de proconsul van de provincia Syria. Dit moet hij niet zo erg hebben gevonden, daar de grootste vijanden van een Parthische koning zich altijd in zijn eigen familie bevonden (maar hij zag het echte gevaar niet in). Hun zoon Phraates V, vaak Phraataces genoemd (een verkleinvorm), wees hij aan als zijn opvolger. In 2 v.Chr. viel hij Armenia binnen en verdreef de door Augustus aangestelde Artavasdes, maar moest al snel terug toegeven en het gebied teruggeven. Kort daarop vergiftigde Musa haar gemaal Phraates IV en maakte haar zoon Phraataces tot koning (zijzelf zou co-regentes zijn).

## Voetnoten
1. ↑  Cass. Dio, XLIX 23-31; Plut., Ant. 37-51; Strabo, XI p. 523 e.v.; Liv., Per. 130.
2. ↑  Cass. Dio, XLIX 44.
3. ↑  Cass. Dio, LI 18, LIII 33, LIV 8; Iustin., XLII 5; Suet., Aug. 21; Hor., Epist. I 18.56, Carm. IV 15.6; Ovid., Trist. II 1.228; Fast. VI 467, Ars Amat. I 179 e.v.; Propert., II 10, III 4, 5.49, IV 6.79.
4. ↑  Tac., Ann. II 1; Flav. Ioseph., Ant. Iud. XVIII 2 § 4; Strabo, XVI p. 748.
5. ↑  Cass. Dio, LV 11; Vell. Pat., II 101; Tac., Ann. II 4.
6. ↑  Flav. Ioseph., Ant. Iud. XVIII 2 § 4.

## Antieke bronnen
- Cassius Dio, XLIX 23-31, 44, LI 18, LIII 33, LIV 8, LV 11.
- Flavius Iosephus, Antiquitates Iudaicae XVIII 2 § 4.
- Horatius, Epistulae I 18.56, Carmina IV 15.6.
- Iunianus Iustinus, Historiarum Philippicarum XLII 5.
- Livius, Periochae 130.
- Ovidius, Tristia II 1.228; Fasti VI 467, Ars Amatoris I 179 e.v.
- Plutarchus, Antonius 37-51.
- Propertius, II 10, III 4, 5.49, IV 6.79.
- Strabo, Geographika XI p. 523 e.v., XVI p. 748.
- Suetonius, Augustus 21.
- Tacitus, Annales II 1, 4.
- Velleius Paterculus, Historia Romana II 101.